# Andreas Miller
Andreas Miller (* 26. Mai 1923 in Warschau als Andrzej Miller; † 24. Juli 1999 in Zürich) war ein Schweizer Soziologe und zeitweiliger Ehemann von Alice Miller.

## Leben
Miller wurde 1923 in Polen geboren und studierte während der deutschen Besetzung Polens im Zweiten Weltkrieg an der so genannten Geheimen Universität Warschau Soziologie sowie Rechts- und Wirtschaftswissenschaften.
1947 kam er zusammen mit seiner späteren Frau als Stipendiat der Universität Basel in die Schweiz. Dort setzte er sein Studium (Hauptfächer: Soziologie und Volkswirtschaftslehre, Nebenfächer: Philosophie und Ethnologie) fort. 1948 wurde er zum Direktor des Polenmuseums Rapperswil ernannt. Gleichzeitig arbeitete er an seiner Dissertation zum Thema Struktur und soziale Funktion der Universität Basel, mit der er 1951 von Edgar Salin und Karl Jaspers promoviert wurde. 1959 wurde er an der Universität Zürich habilitiert, bei Wilhelm Bickel mit einer Arbeit zum Thema Kultur und menschliche Fruchtbarkeit.
Von 1959 bis 1965 unterrichtete er als Privatdozent für Bevölkerungslehre und Soziologie an der Universität Zürich, 1964/65 sowie 1967/68 bekam er einen Lehrauftrag als Gastdozent für Soziologie an der Universität Basel. 1965 wurde er Extraordinarius für Soziologie an der Hochschule St. Gallen, wo er 1967 zum Ordinarius befördert wurde. Sein Hauptinteresse galt der Wirtschaftssoziologie.
Während seiner 24-jährigen Professur an der Hochschule St. Gallen war er zeitweise auch Direktor der Schweizerischen Zentralstelle für Hochschulwesen und Generalsekretär der Schweizerischen Hochschulrektorenkonferenz.
Seine am 14. April 1949 geschlossene Ehe mit Alice Miller, der die beiden Kinder Martin und Julika entstammen, wurde später geschieden. In den letzten Lebensjahren von Krankheit schwer gezeichnet, verstarb er 1999 im Alter von 76 Jahren an plötzlichem Herzversagen.

## Rolle als Erzieher und Familienvater
Das Klima in der Familie war konfliktbelastet und häusliche Gewalt an der Tagesordnung.
Martin Miller, der Sohn von Alice und Andreas Miller, hat wenige Tage nach dem Tod seiner Mutter im Frühjahr 2010 in einem Zeitungsinterview erklärt, dass er während seiner Kindheit von seinem autoritären Vater geschlagen worden sei – in Anwesenheit der Mutter, die sich bekanntlich zeitlebens der gewaltfreien Kindererziehung verschrieben hatte, „wobei [seine] Mutter da intervenierte“.
Im Dokumentarfilm von Daniel Howald „Who is afraid of Alice Miller“, der im August 2020 in Basel Premiere hatte, wird an mehreren Stellen hingegen darauf hingewiesen, dass Alice Miller der körperlichen Gewalt und den Demütigungen, die ihrem Sohn seitens des Vaters eine ganze Jugend lang widerfuhren, tatenlos zugesehen habe und nicht eingeschritten sei. Der Regisseur Daniel Howald führte mit dem Betroffenen, Martin Miller, während vier Jahren Gespräche über dessen Kindheit und Jugend.

## Werke
- Ursachen der Stimmabstinenz in der Stadt St. Gallen, 1980
- Die Bedeutung der Eintragung in das Arzneispezialitätenregister, 1973
- Berufe in der modernen Gesellschaft, 1968
- Die Planung unseres Hochschulwesens, 1967
- Das schweizerische Hochschulwesen, 1967
- Die gewünschte Kinderzahl und die ideale Familiengrösse, 1964